# Saša Starović
Saša Starović (ur. 19 października 1988 w Gacku) – serbski siatkarz, reprezentant kraju, grający na pozycji atakującego. W reprezentacji debiutował grą podczas spotkań w Lidze Światowej 2007. 
Jego siostrą jest siatkarka Sanja Starović.

## Sukcesy klubowe
Puchar Czarnogóry:
- 2007, 2008, 2009

Mistrzostwo Czarnogóry:
- 2007, 2008
- 2009

Superpuchar Włoch:
- 2012

Mistrzostwo Włoch:
- 2014
- 2013

Puchar Challenge:
- 2016

Mistrzostwo Grecji:
- 2017

Puchar Ligi Greckiej:
- 2020

## Sukcesy reprezentacyjne
Liga Światowa:
- 2008, 2009, 2015
- 2010

Memoriał Huberta Jerzego Wagnera:
- 2009

Mistrzostwa Świata:
- 2010

Mistrzostwa Europy:
- 2011[5]
- 2013

## Nagrody indywidualne
- 2009: Najlepszy zagrywający Memoriału Huberta Jerzego Wagnera